# Bythiospeum cisterciensorum
Bythiospeum cisterciensorum és una espècie de gastròpode d'aigua dolça de la família Hydrobiidae.

## Hàbitat
Viu a l'aigua dolça.

## Distribució geogràfica
És un endemisme d'Àustria.